# Saint-Sever-de-Saintonge
Saint-Sever-de-Saintonge település Franciaországban, Charente-Maritime megyében. Lakosainak száma 648 fő (2022. január 1.). Saint-Sever-de-Saintonge Chaniers, Courcoury, Dompierre-sur-Charente, Montils és Rouffiac községekkel határos.

## Népesség
A település népessége az elmúlt években az alábbi módon változott:
| Lakosok száma | 484  | 431  | 511  | 606  | 616  | 615  | 614  | 630  | 638  | 648  |
|               | 1968 | 1982 | 1990 | 2006 | 2013 | 2015 | 2017 | 2019 | 2020 | 2022 |